# Mexico ved sommer-OL 1900
Mexico deltager i Sommer-OL 1900. 4 sportsudøvere, alle mænd deltog i sportsgrenen Polo under Sommer-OL 1900 i Paris. Mexico kom på en tyvende plads med en bronzemedalje.

## Medaljer
| 1900 Paris | Guld | Sølv | Bronze | Total |
| Mexico     | 0    | 0    | 1      | 1     |

## Medaljevindere
| Mexico ved sommer-OL 1900 i Paris | Mexico ved sommer-OL 1900 i Paris                                                                             | Mexico ved sommer-OL 1900 i Paris | Mexico ved sommer-OL 1900 i Paris | Mexico ved sommer-OL 1900 i Paris |
| Medaljer                          | Udøver | Sport                             | Øvelse                            |                                   |
| --------------------------------- | --- | --------------------------------- | --------------------------------- | --------------------------------- |
| Bronze                            | Eustaquio de Escandón y Barrón Manuel de Escandón y Barrón Pablo de Escandón y Barrón Guillermo Hayden Wright | Polo                              | Hold                              |                                   |

## Links
- officielle OL rapporter Arkiveret 4. februar 2012 hos  Wayback Machine (engelsk)
- den internationale olympiske komites database for resultater under OL (engelsk)